# カーニバル・ロウ
『カーニバル・ロウ』（原題：Carnival Row）は、ルネ・エチェベリアとトラヴィス・ビーチャムに創作されたアメリカ合衆国のネオ・ノワール・ファンタジー・ドラマシリーズである。オーランド・ブルームとカーラ・デルヴィーニュが主演をつとめる。

## 概要
『カーニバル・ロウ』は人間と異形の妖精が共存する世界を舞台とする。妖精の移民の増加が人間との間で摩擦を引き起こす。物語は、バーグ王国の街カーニバル・ロウで起きる妖精を犠牲者とした連続殺人事件を中心に語られる。ストーリーは現代イギリスにおける移民問題を反映する。
シーズン1は8エピソードからなり、2019年8月30日にAmazonビデオで配信された。2019年7月、最終シーズン2の製作が発表され、2023年2月17日より配信された。
シーズン1はチェコで撮影された。

## あらすじ

### シーズン1のあらすじ
産業革命期のイギリスに類似したバーグ王国には、パクト王国に侵略されたかつての同盟国アヌーン王国のティルナノックからピックスと呼ばれる妖精が移住し、人間にはクリッチと呼ばれて差別される。妖精の中には羽の生えたフェイ、渦を巻いた角の生えたパック、二本の上に伸びた角の生えたファウン、ケンタウロス、小人のコボルドなどがいる。パクト王国の侵略と迫害から逃げた妖精の中にはバーグのファイロ捜査官の恋人だったフェイのヴィネットもいる。バーグの歓楽街のカーニバル・ロウでは連続殺人事件が起きて被害者の肝臓が抜き取られ、ファイロが調べる。
富豪となったパックのアグレウスは人間の上流階級に受け入れられようと望み、破産状態にある隣家のイモジェン・スパーンローズと親しくなり、世間の目を逃れて船で駆け落ちする。妖精に好意的な宰相のアブサロム・ブレイクスピアは妖精排斥を主張する政敵のリッター・ロンガーベインと争う。被害者達は半妖精であるファイロの出生の秘密に絡んでいたことがわかり、捜査情報を隠していたファイロは逮捕される。アブサロムは妖精との間にファイロをもうけたことを告白する。息子ジョナを溺愛するアブサロムの妻のパイエティが、家のスキャンダルを潰すために魔物を使って殺人を犯していたことがわかる。パイエティはリッターに続いて夫を殺し、次にファイロを狙ってヴィネットに殺される。アブサロムの息子ジョナはリッターの娘ソフィと密かに関係を結んでいたが、ソフィが自分の腹違いの姉妹であり、かつスキャンダルで母を脅迫していたことを知る。ジョナは宰相職を継ぎ、ソフィと組んで妖精たちをゲットーに閉じ込め、ヴィネットとファイロもそこに入れられる。

### シーズン2のあらすじ
ファイロや妖精たちはカーニバル・ロウを囲むゲットーに閉じ込められる。ゲットーの内外で、人間や妖精たちが何者かに残殺される。羽の生えたフェイには疫病が流行し、ヴィネットの加わった黒カラス団はしばしばゲットーを抜け出して政府を襲撃する。ヴィネットは逮捕される。トルマリンが残酷な幻視を見続け、ハルスペクシーの魔力を受け継いだことを知る。パクト王国では革命派ニュードーンによる内乱が起き、王政派はバーグ王国に武器の供与を求める。ソフィはジョナを操り、兵器工場に投資した上で武器の供与を働きかけて資金を得て、議会を買収し、妖精たちに権利を与えるために権力を得ようとする。ジョナはこれを知って激怒し、ソフィを監獄に捕らえて処刑させる。姿を変えられる怪物スパラスが監獄に現れてジョナや警察官たちを皆殺しにするが、見逃されたヴィネットは逃げる。ニュードーンと戦うパクト軍が撤退したため、ファイロは妖精たちがティルナノックに送還されるよう計らうも、ニュードーンと同盟した黒カラス団とスパラスが現れ妨害し虐殺を起こす。妖精の送還はバーグのティルナノック奪還を隠す偽装であったことが分かる。
アグレウスとイモジェンは船を拿捕されて、パクト王国のニュードーンが支配する地に連れて行かれる。特権を奪われて二人とも工場で強制労働につかされる。エズラが妹イモジェンを取り戻しに来るも捕らえられる。アグレウスは妻とその兄の3人で脱出するも再び捕まり、アグレウスとイモジェンはニュードーンの使者としてバーグに送り返される。
スパラスは議会で議員たちを殺そうとするもトルマリンに魔力で妨害され、カーニバル・ロウに向かう。ヴィネットはスパラスを使うニュードーンと同盟した黒カラス団の計画に加わり、カーニバル・ロウに乱入した人間の暴徒を待ち伏せする。持ち場を離れ、スパラスに襲われたトルマリンを守る。ファイロがスパラスを殺す。
数年後、バーグには平和が訪れている。ファイロは元首相の長男として首相就任の誘いを受けるも断る。ヴィネットとトルマリンはティルナノックで結婚する。イモジェンとアグレウスは夫婦として暮らす。

## 登場人物
※括弧内は日本語吹替

### メイン
- ライクロフト・ファイロストレート（ファイロ）: オーランド・ブルーム（平川大輔[5]） - 元兵士のバーグ王国捜査官。警部補。
- ヴィネット・ストーンモス: カーラ・デルヴィーニュ（白石涼子[6]） - パクト王国からバーグ王国に逃げたフェイ、ファイロの元恋人。
- アグレウス・アストレイオン: デヴィッド・ジャーシー（近藤浩徳） - スパーンローズ家の隣に引っ越して来た富豪の妖精パック。
- トルマリン: カーラ・クローム（英語版） - カーニバル・ロウに住む娼婦のフェイ。
- エズラ・スパーンローズ: アンドリュー・ガワー（英語版）（花井千隼） - 移民船の所有者。
- イモジェン・スパーンローズ: タムジン・マーチャント（英語版）（藤田曜子） - エズラの妹。
- アブサロム・ブレイクスピア: ジャレッド・ハリス（山岸治雄） - バーグ王国の宰相。 (S1)
- パイエティ・ブレイクスピア: インディラ・ヴァルマ（今泉葉子） - アブサロムの妻。
- ジョナ・ブレイクスピア: Arty Froushan（峰晃弘） - アブサロムとピーティの息子。
- ラニヨン・ミルワージー: サイモン・マクバーニー - コボルドの一座の座長、アシュリンの友人。
- ソフィ・ロンガーベイン: キャロライン・フォード（英語版） - リッターの野心的な娘。
- レオノーラ: ジョアンヌ・ウォーリー - パクト王国ラグーサに住む革命派ニュードーンの指導者のファウン。 (S2)
- ケイン: Jay Ali -  黒カラス団の一員のフェイ。 (S2)

### リカーリング
- リッター・ロンガーベイン: Ronan Vibert - アブサロムの政敵で野党指導者。 (S1)
- ツィマニ: アリス・クリーグ - パイエティの実家に長年仕える魔女ハルスペクシー（ハルスペックス）。 (S1)
- ダリウス: Ariyon Bakare - ファイロの戦友である囚人。
- ポーシャ・ファイフ: Maeve Dermody - ファイロが住む下宿屋の女主人で恋人。 (S1)
- ドンビー: ジェイミー・ハリス - ファイロを憎む巡査部長。
- バーウィック: Waj Ali（花井千隼） - ファイロと親しい巡査。
- クピンズ: James Beaumont - 巡査。
- クイル: Scott Reid - ブレイクスピア家の護衛のパック。 (S1)
- アフィッサ: Tracey Wilkinson - スパーンローズ家のパックのメイド。 (S1)
- ジェニラ: Sinead Phelps - ソフィーのパックのメイド。
- モイラ: Leane Best（今泉葉子） - カーニバル・ロウの娼館の女主人。 (S1)
- フルーリー: Anna Rust - カーニバル・ロウの娼婦のフェイ。 (S1)
- アシュリン: Erika Starkova - フェイの元歌手、実はファイロの母。 (S1)
- ファーガス: Jim High（峰晃弘） - アグレウスの人間の召使。
- ダリア: Chloe Pirrie - フェイの犯罪集団“黒カラス団”の指導者。
- ヴィア: アンドリュー・バカン（英語版） - パクト王国大使副官。 (S2)
- カストル: George Georgiou - パクト王国革命派ニュードーンの一員。

## エピソード

### シーズン1
| 通算 話数 | シーズン 話数 | タイトル                                        | 監督                                     | 脚本                                                            | 公開日        |
| --- | ------------- | ----------------------------------------------- | ---------------------------------------- | --------------------------------------------------------------- | ------------- |
| 1 | 1             | "目覚める暗黒の神" "Some Dark God Wakes"        | トール・フロイデンタール                 | ルネ・エチェベリア                                              | 2019年8月30日 |
| ヴィネットはパクト軍の殺戮から逃れるが、移民船は沈没させられる。ヴィネットはバーグ王国に流れ着き、負債を払うために移民船の所有者であるスパーンローズ家のメイドとなる。角の生えた妖精パックのアグレウスが隣に越してきて、スパーンローズ家の兄妹は困惑する。バーグ王国の歓楽街カーニバル・ロウでは、差別対象の妖精たちを犠牲者とした、"邪悪なジャック"による連続殺人が起き、捜査官ファイロが追う。ファイロに追い詰められた犯人は"暗黒の者"の名を口にして自殺する。ヴィネットは旧知のトルマリン、そして元恋人のファイロに再会する。妖精が再び犠牲になる。 |               |                                                 |                                          |                                                                 |               |
| 2 | 2             | "アシュリン" "Aisling"                          | トール・フロイデンタール                 | ルネ・エチェベリア                                              | 2019年8月30日 |
| 元歌手の妖精アシュリンが殺されて肝臓を抜き取られ、ファイロが捜査する。ファイロは刑務所に戦友のダリウスを訪ねる。スパーンローズ家の兄妹は好ましからぬ隣人アグレウスを追い出そうとして果たせない。家の破産状態を知ったイモジェンはアグレウスに接近する。ヴィネットはエズラに言い寄られて逃げだし、トルマリンに頼んで妖精の犯罪集団"黒カラス"に入り、警察署から旗を盗み出すよう命じられる。宰相の息子ジョナは娼館から誘拐される。誘拐の影にいるジョナの母パイエティは実家の魔法使い(ハルスペクシー)であるツィマニに頼み、誘拐犯が夫の政敵のロンガーベインであると夫に信じ込ませる。 |               |                                                 |                                          |                                                                 |               |
| 3 | 3             | "月の王国" "Kingdoms of the Moon"               | Anna Foerster                            | トラヴィス・ビーチャム                                          | 2019年8月30日 |
| 過去の回想で、ファイロとダリウスはバーグ軍として同盟国アヌーン王国に従軍しパクト軍と戦う。ファイロは図書館を守るヴィネットに出会う。電信線が切断され、ヴィネットが復旧を助ける。パクト兵は自ら注射で狼男に変身してバーグ軍を襲う。ダリウスが噛まれて狼男になるが、ファイロは秘密にする。ファイロとヴィネットは恋仲になる。ファイロは自分がフェイと人間の混血であり、羽を切り落としたことを打ち明け、二人には未来がないと話す。ヴィネットは前の恋人のトルマリンに会う。パクト軍が侵攻してバーグ軍は撤退し、ファイロは自分が死んだとヴィネットが思いこむようはからう。 |               |                                                 |                                          |                                                                 |               |
| 4 | 4             | "らしからぬ言動" "The Joining of Unlike Things" | トール・フロイデンタール & Anna Foerster | トラヴィス・ビーチャム & マーク・グッゲンハイム & Peter Cameron | 2019年8月30日 |
| かつてファイロも育てられた児童養護施設長のフィンチが殺されて肝臓が抜き取られる。ファイロは死体から作られる"暗黒の者"ダーカシャーの話を妖精の祭司から聞き、魔女ツィマニに助けを求める。パイエティは妖精の排斥を訴える政敵リッター・ロンガーベインを夫に逮捕させて密かに毒殺する。ジョナは救い出されるが、母が誘拐に関与したことに気づく。ヴィネットはファイロと一緒のところを見られて"黒カラス"の指導者ダリアに密告者と疑われる。ダリアの命で、ヴィネットは真の密告者を殺そうとしてファイロに助けられる。アグレウスはスパーンローズ家の破産状態を知る。 |               |                                                 |                                          |                                                                 |               |
| 5 | 5             | "嘆きの果て" "Grieve No More"                   | Andy Goddard                             | Ian Deitchman & Kristin Robinson                                | 2019年8月30日 |
| イモジェンは兄の嘆きをよそに、アグレウスを上流階級に紹介して大金を得る。亡きロンガーベインの娘のソフィは議場で妖精排斥を訴える演説を行い、ジョナは感銘を受ける。アシュリンの友人のラニヨンの一座のコボルドたちは手違いで強制送還される。ブレイクスピア家を解雇された護衛のクイルはパックの宗教カルトに入る。ツィマニが死体を蘇らせる魔術をファイロに見せる。ファイロは自分とダリウスが児童養護施設にいた時を回想する。フィンチがカーニバル・ロウの娼館で密かに医師モランジと逢瀬を楽しんでいたこと、そしてアシュリンの知り合いであったことを知る。モランジが怪物に襲われる。 |               |                                                 |                                          |                                                                 |               |
| 6 | 6             | "孤独な妖精" "Unaccompanied Fae"                | Andy Goddard                             | Stephanie K. Smith                                              | 2019年8月30日 |
| モランジは殺され肝臓が抜き取られる。ファイロはアシュリンが母であり、モランジが自分の羽を切除したことを知る。ファイロがポーシャに出自を告白すると別れを告げられ下宿を追い出される。ファイロはアシュリンが後援者のスパーンローズ家で出産したことを知る。ファイロの同僚はポーシャを問い詰め、ファイロが半妖精であり被害者に縁があることを知って彼を逮捕する。アグレウスはイモジェンと絵画のオークションに出て差別をはねのけ、彼女に強い印象を残す。ソフィは父の葬儀でジョナに会う。ヴィネットは図書館の宝物が博物館で展示されているのを見て怒り、客に乱暴を働いて逮捕される。ツィマニは自分がダーカシャーに殺されることを予見する。 |               |                                                 |                                          |                                                                 |               |
| 7 | 7             | "来世" "The World to Come"                      | ジョン・アミエル                         | Peter Cameron                                                   | 2019年8月30日 |
| ツィマニは犯人が別におり、自分は殺されるだろうとパイエティに語る。ジョナとソフィは密かに関係を結ぶ。ラニヨンはジョナの家庭教師となる。亡き父がアシュリンを保護したことを知って怒ったエズラは、アグレウスと妹の仲を裂こうとする。だがイモジェンはアグレウスを訪ね、二人は愛を交わす。クイルはカルトの指導者に命じられて人間を殺す。ドンビーはファイロが殺されることを望んで人間たちの拘置房にいれるが、ヴィネットの助けで生き残る。自責の念に駆られたポーシャはファイロに関する証言を翻す。判事はファイロが人間であると証言すれば釈放すると提案するが、ファイロは拒否する。ドンビーはファイロを殺す計画を練り、バーウィックがファイロに警告する。ファイロとヴィネットは、ファイロの謎の父親が秘密を知る者たちを殺したと推測する。ファイロはドンビーによって拘置房から連れ出されて田舎の家に運ばれ、アブサロム・ブレイクスピアに会う。 |               |                                                 |                                          |                                                                 |               |
| 8 | 8             | "たそがれ" "The Gloaming"                       | ジョン・アミエル                         | トラヴィス・ビーチャム                                          | 2019年8月30日 |
| アブサロムはファイロの父であることを告白し、二人はお互いが殺人犯ではないことを知る。だがクイルがアブサロムを刺す。パイエティはジョナとソフィが種違いの姉弟であることを告白するが、ソフィは驚かない。パイエティはアブサロムにとどめを刺し、その臓器を使った魔術でヴィネットがファイロの弱みであることを知る。ツィマニはダーカシャーに襲われる。パイエティはヴィネットを捕えて尋問し、助けに来たファイロはダーカシャーと戦うが、ヴィネットがパイエティを殺しダーカシャーも倒れる。ジョナが宰相職を継ぎ、ラニヨンを助言者とする。ジョナはソフィが母を脅迫して殺人を犯させていたことを知りながら手を結び、妖精たちを、カーニバル・ロウの周りに築いたゲットーに閉じ込めて飛行を禁止する。ファイロはヴィネットの入れられたゲットーを選ぶ。エズラに逢瀬を見とがめられたアグレウスとイモジェンは、船でバーグから逃げる。                     |               |                                                 |                                          |                                                                 |               |

### シーズン2
| 通算 話数 | シーズン 話数 | タイトル                                   | 監督                     | 脚本                                                          | 公開日        |
| --- | ------------- | ------------------------------------------ | ------------------------ | ------------------------------------------------------------- | ------------- |
| 9 | 1             | "戦うか逃げるか" "Fight or Flight"         | トール・フロイデンタール | Eric Olesen & トラヴィス・ビーチャム & マーク・グッゲンハイム | 2023年2月17日 |
| 妖精たちはカーニバル・ロウを囲むゲットーに閉じ込められる。ヴィネットは黒カラス団指導者のダリアには無断で密かに抜け出し、仲間と列車を襲ってフェイの伝染病の薬を持ち帰る。トルマリンは恐るべき幻を見る。ゲットーの外では兵士が殺されて高みに放置され、ファイロは友人のバーウィック巡査に捜査のために呼び出されるも、彼を憎むドンビー巡査部長に追い返される。宰相となったジョナは野党党首のソフィとの仲を隠し、実績を誇示するために無実の5人のパックを両親の殺人犯にでっち上げて処刑する。アグレウスとイモジェンの乗る船をパクト王国の飛行船が襲う。 |               |                                            |                          |                                                               |               |
| 10 | 2             | "新たな夜明け" "New Dawn"                  | トール・フロイデンタール | Sarah Byrd                                                    | 2023年2月17日 |
| 「新しい夜明け(ニュードーン)」と呼ばれる革命に苦しむパクト王国は大使をバーグ王国に派遣し、武器の提供を求める。有力者を集めた晩餐会が開かれる。ソフィは妖精の労働力不足に苦しむ、野党の有力者である兵器工場の所有者たちに資本の提供をもちかける。ソフィはパックのメイドであるジェニラを密かに匿う。ファイロは人狼である戦友ダリウスに再会したのち、ラニヨンに頼んで晩餐会に出て自分がジョナの兄であることを宣言しようとする。だがヴィネットの計画でダリアが黒カラス団を率いて晩餐会を襲撃して妖精の窮状を訴えたため、ファイロは断念する。ケインの妻のウーナはドンビーに殺される。ダリアは何者かに殺されて首がさらされる。トルマリンは再び恐るべき幻を見て、自分が魔女ハルスペクシーであったツィマニの力を死に際に受け継いだと知らされる。アグレウスとイモジェンの船はラグーサの港に連行される。そこではニュードーンを率いる人民が旧体制を倒して支配し、資本家であるアグレウスは銃殺されそうになる。 |               |                                            |                          |                                                               |               |
| 11 | 3             | "神の手" "The Martyr's Hand"               | Wendey Stanzler          | Wesley Strick                                                 | 2023年2月24日 |
| ファイロはダリアの殺人を捜査する。トルマリンはダリアや兵士が殺される幻視を見たことをファイロに語る。ファイロはバーウィック巡査とトルマリンを連れ、幻視に従って高い塔の上で死体を見つける。黒カラス団の本拠に入ってヴィネットに会い、ダリアを殺したのは人間ではないと説得する。ダリウスはトルマリンの家に移り住む。ソフィはゲットーに入り、伝染病に苦しむフェイの病棟を見舞って国民にアピールする。密かにジェニラを知恵袋とし、ゲットーを解放して、自分が投資した工場でのフェイの労働力不足を補ってパクト王国に武器を提供することを主張する。ラニヨンはパクト王国大使副官のヴィア少佐に、兵器提供を申し出る。エズラは妹イモジェンが誘拐されたという噂を広めている。真実は駆け落ちだと知るアグレウスの召使ファーガスに会って妹の船が拿捕されたと聞いた後、口封じに殺す。 |               |                                            |                          |                                                               |               |
| 12 | 4             | "黒カラスの復讐" "An Unkindness of Ravens" | Wendey Stanzler          | Dylan Gallagher & Mateja Božičević                            | 2023年2月24日 |
| ファイロとダリウスはドンビーの家に行き、ヴィネットとケインの率いる黒カラス団の復讐から守る。トルマリンは、自分の中の闇を追い出す秘薬の製法を入手する。ドンビーが警察を率いてゲットーに入り、黒カラス団を取り締まる。ヴィネットは投降する。ラグーサは人間とフェイからなる平等主義的な革命派に支配され、アグレウスもイモジェンも兵器工場で働かされる。イモジェンは人間を夫とする革命指導者のレオノーラに感化されるが、アグレウスは疑心を抱く。エズラがラグーサに来て、バーグ王国がパクト王国と同盟したことをレオノーラに伝える。 |               |                                            |                          |                                                               |               |
| 13 | 5             | "脱獄" "Reckoning"                         | Julian Holmes            | Tania Lotia                                                   | 2023年3月3日  |
| ケインがファイロを襲うも、二人はヴィネットを救うために手を結ぶ。トルマリンがヴィネットの処刑の幻視を見て脱獄計画を急ぐ。ジョナはソフィが兵器工場の大株主となり、パクト王国への輸出で利益を得て、議会を買収していることを知らされる。ジョナは求婚してソフィの真意を試した後に逮捕させ、ヴィネットと同じブリークネス監獄に入れる。パクトへの武器の輸出交渉を進めたラニヨンも逮捕させる。ソフィを処刑し、ヴィネットの処刑寸前で怪物スパラスが襲撃して警察官やジョナを殺す。ラニヨンは生き延び、ヴィネットを脱獄させに来たファイロは逮捕される。 |               |                                            |                          |                                                               |               |
| 14 | 6             | "原罪" "Original Sins"                     | Julian Holmes            | Jim Dunn                                                      | 2023年3月3日  |
| 7年前のティルナノックで、軍隊にいたファイロは姿かたちを変えられ、人間を憎む怪物スパラスに遭遇し、フェイの血を地区ために見逃される。上官に命じられてスパラスの生息する谷を爆撃する。現在、ファイロは首相殺しに加担したと疑われ拷問を受ける。牢から出す代わりにスパラスを倒す協力を求めに来たドンビーの一行の中に姿を変えたスパラスを認め、ファイロは承諾する。ヴィネットは監獄から逃げてカーニバル・ロウに来るが、警察が捜索する。ラグーサでは、イモジェンは人間と妖精が共生する社会を気に入るも、アグレウスは脱出しようとする。レオノーラがエズラを捕らえてアグレウスに処遇を任せる。 |               |                                            |                          |                                                               |               |
| 15 | 7             | "種族" "Kindred"                           | Andy Goddard             | Sam Ernst                                                     | 2023年3月10日 |
| バーグ王国では、首相が殺されたために人間たちの妖精に対する反感が高まる。ドンビーはスパラス追跡の手助けをファイロに頼む。革命派と戦うためにパクト軍がティルナノックから撤退する。ファイロはラニヨンに、希望するすべての妖精をティルナノックに送還する手はずを頼む。だが黒カラス団が船を焼いて妨害し、スパラスが現れてバーウィックを含む人間たちを殺戮する。ラグーアでは、アグレウス、イモジェン、エズラが脱出しようとするも飛行船が攻撃する。 |               |                                            |                          |                                                               |               |
| 16 | 8             | "不言実行" "Facta Non Verba"               | Andy Goddard             | Jim Dunn & Sam Ernst & Erik Oleson                            | 2023年3月10日 |
| パクト王国では、アグレウス、イモジェン、エズラは王政派の攻撃の中ラグーサを抜け出す。王政派に投降しようとしたエズラをイモジェンが殺す。アグレウスとイモジェンの間には溝が広がる。革命派が二人を捕らえ、レオノーラは二人を使者としてカストルとともにバーグ王国に送り込む。バーグ王国では、ヴィネットが、船に乗っていた兵がティルナノック奪還を図っていたために黒カラス団が船を焼いたと知る。レオノーラが黒カラス団の同盟者として姿を現す。ファイロも妖精帰還を隠れ蓑としたティルナノック奪還計画を知りラニヨンを責める。 |               |                                            |                          |                                                               |               |
| 17 | 9             | "戦線" "Battle Lines"                      | Julian Holmes            | Amanda Krader & Tania Lotia                                   | 2023年3月17日 |
| スパラスを用いるニュードーンは黒カラス団と同盟し、暴力革命をバーグ王国に輸出しようとする。ヴィネットも賛同して加わり、警官の集まる酒場を放火する。ラニヨンはカストル、アグレウス、イモジェンを脅してさらなる攻撃を止めさせようとするが、カーニバル・ロウに送り込まれたアグレウスは捕らえられ角を切りとられる。ファイロはトルマリンの魔術を使ってスパラスをおびき寄せ、ドンビーに借りた機関銃で殺そうとする。スパラスの正体はヴィア少佐である。 |               |                                            |                          |                                                               |               |
| 18 | 10            | "カーニバル・ロウ" "Carnival Row"          | Andy Goddard             | Sarah Byrd & Erik Oleson                                      | 2023年3月17日 |
| 議会ではイモジェンがカストルに演説を強いられ、パクト大使も傍聴しようとする。イモジェンは大使の副官ヴィアがニュードーンの内通者であることに気づく。ファイロは議会に行ってヴィアの正体であるスパラスと戦う。トルマリンがスパラスの頭の中に入って妨害し、スパラスはトルマリンを殺しにカーニバル・ローに来る。黒カラス団とニュードーンは、カーニバル・ローの中で人間の暴徒を待ち受ける。ヴィネットはトルマリンが襲われるのを見て助けに行く。ダリウスはスパラスに倒される。ファイロが議会から戻り、スパラスを殺す。警官がファイロを撃つ。逃げるレオノーラは脱走したアグレウスに見つけられて自死を選ぶ。 数年後、バーグに平和が訪れている。ファイロは首相就任を断る。ラニヨンは劇の主催者に戻る。イモジェンとアグレウスは結婚して暮らす。トルマリンとヴィネットはティルナノックで結婚する。 |               |                                            |                          |                                                               |               |